# Bataillon Saint Patrick

La pendaison des San Patricios.

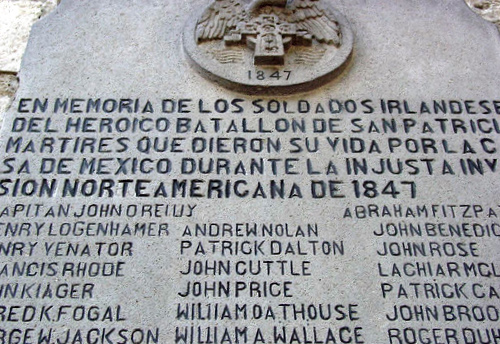
Plaque commémorative au Mexique.

Le bataillon Saint Patrick (en espagnol : Batallón de San Patricio) était une unité de plusieurs centaines d'Irlandais, Allemands et autres Européens catholiques qui désertèrent l'armée des États-Unis d'Amérique et rejoignirent l'armée mexicaine lors de la guerre américano-mexicaine de 1846 à 1848. Comme, plus tard, Abraham Lincoln et bien d'autres, ces hommes voyaient dans l'invasion du Mexique une grande erreur.
Pour la génération d'Américains qui participèrent à la guerre américano-mexicaine, les « San Patricios » étaient les plus vils des traîtres et des couards. Pour les Mexicains de cette génération, ils furent des héros qui firent don d'eux-mêmes pour venir en aide à leurs coreligionnaires catholiques du Mexique. Ils y sont honorés le 12 septembre, jour des premières exécutions de masse, et à la Saint-Patrick.

## Incitation mexicaine
On ne sait pas exactement comment ces catholiques étrangers au service des États-Unis furent amenés à déserter et à rejoindre les rangs des combattants mexicains. On sait que l'armée mexicaine recrutait activement des catholiques de l'armée américaine au printemps de 1846 en arguant qu'il s'agissait d'une guerre entre protestants et catholiques. Le général Pedro de Ampudia, commandant l'Armée du Nord face au général Taylor, avait fait réaliser des tracts en anglais, qu'il faisait circuler parmi ses ennemis. Il était offert des terres pour récompenser ceux qui quittaient les rangs américains pour rejoindre l'armée mexicaine.

## Une armée américaine sectaire et cruelle

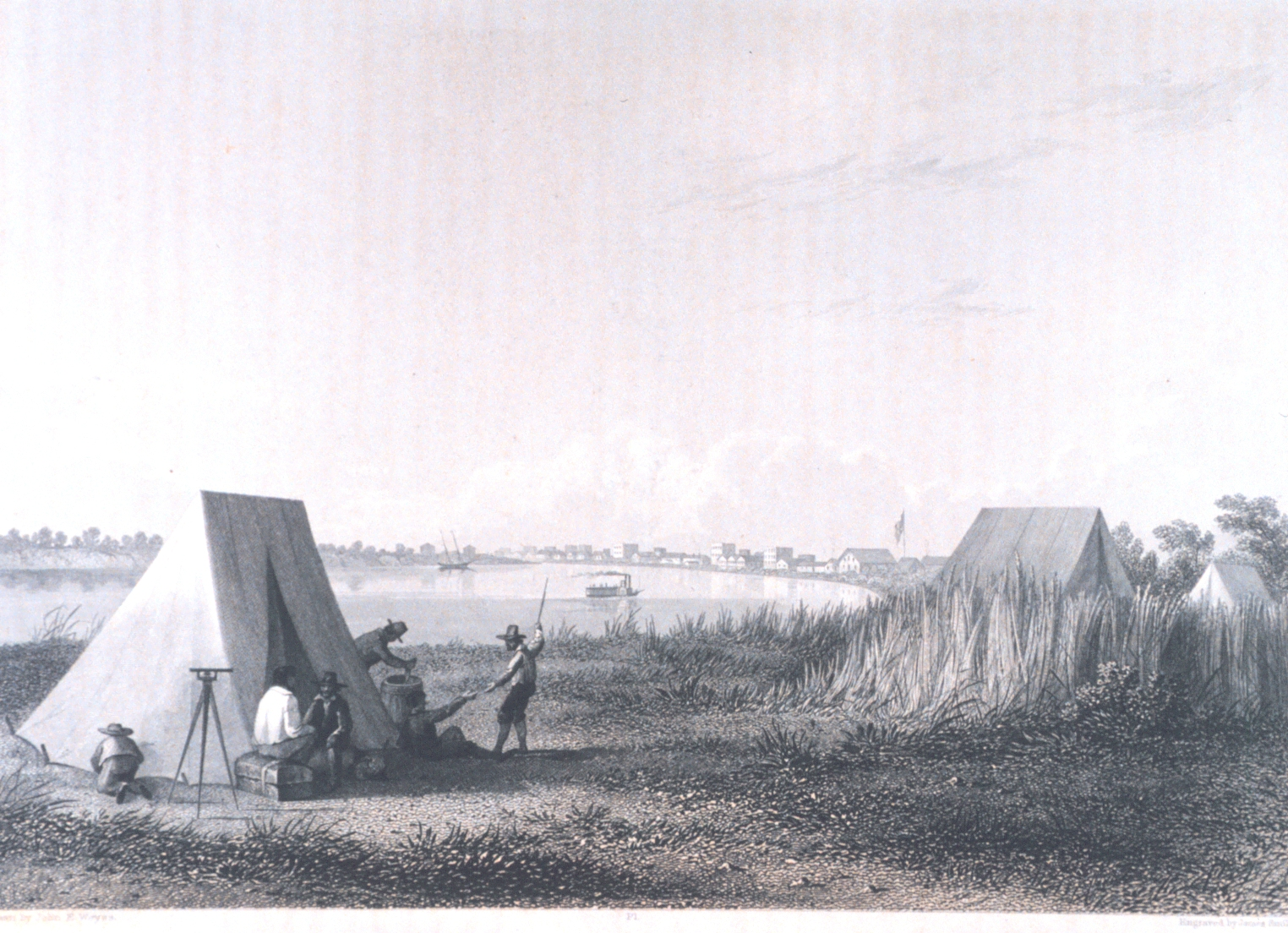
Brownsville, Texas en 1857.

Le film de 1999, One Man's Hero part de l'idée que le noyau des San Patricios composé de soldats catholiques — qui assistèrent à la Messe dans la localité mexicaine de Matamoros — furent sévèrement punis. Des punitions humiliantes avaient cours, alors que l'armée de Taylor campait sur la rive nord du Río Grande à Fort Texas (maintenant Brownsville), comme l'a démontré Michael Hogan dans son ouvrage Irish Soldiers of Mexico, dont le film s'inspire. Fort Texas était un grand rempart en terre, tout juste terminé par l'armée américaine au début de 1846 après sa marche depuis Corpus Christi. Bien que le président américain James Knox Polk ait choisi d'interpréter la frontière sud du Texas comme étant le Río Grande, le gouvernement mexicain, lui, l'avait fixée sur la Nueces River (près de Corpus Christi). Durant toute la période de la colonisation espagnole, et plus tard en tant que province du Mexique, la frontière du Texas avait toujours été la Nueces et non pas le Río Grande. Les premiers San Patricios se trouvaient donc dans une zone disputée, un no man's land, et non pas sur le territoire des États-Unis lorsque ces problèmes disciplinaires se produisirent.
Il est clair que la désertion était un problème sérieux dans l'armée régulière américaine du sud du Texas et tout au long de cette guerre. Quelque 2 800 hommes déserteront ses rangs soit environ 14 % des troupes américaines impliquées dans le conflit. Des châtiments physiques, en usage alors dans toutes les armées du monde, que l'on assimile de nos jours à la torture, étaient alors largement utilisés. De jeunes officiers américains avaient toute latitude pour frapper un homme à tout moment. L'armée à cette époque, comme la société américaine en général, réprouvait et discriminait ouvertement les catholiques.
Les unités de l'armée étaient alors composées de 40 % d'hommes nés à l'étranger. Ironiquement, l'armée était l'un des rares emplois que pouvait espérer un immigrant catholique débarquant d'Irlande ou d'Allemagne dans une Amérique en dépression économique et dont le marché de l'emploi est submergé de nouveaux arrivants qui travaillent pour des salaires de misère. Mais très peu de recrues catholiques, même celles qui servirent dans les meilleures armées d'Europe, ne pouvaient espérer une promotion, fondée sur leur seul mérite. Des officiers américains, protestants, encourageront la profanation et la destruction des églises catholiques durant toute la campagne du Mexique, de même qu'ils toléreront le viol des femmes, le pillage et la destruction des biens appartenant à des civils catholiques.
Outre de nombreux Irlandais et Allemands, l'unité fut composée de Canadiens, Anglais, Français, Polonais et Italiens, ainsi que de quelques Mexicains. En dehors des cas particuliers de la Guerre d'Indépendance des États-Unis et de la Guerre civile, aucune autre unité constituée d'Américains ne fut présente dans une armée ennemie.

## Les San Patricios dans les rangs mexicains

Reconstitution vraisemblable de l'étendard du bataillon, qui furent peut-être divers d'après les témoins ; cette face intègre la harpe irlandaise, les trèfles et la devise en gaélique (anglicisé).

L'auteur mexicain José Raúl Conseco rappelle que de nombreux Irlandais vivaient dans le nord du Texas, et qu'un certain nombre originaires de San Patricio luttèrent aux côtés des forces gouvernementales contre les rebelles texans à la bataille de Lipantlitán. Dès le début du conflit américano-mexicain (mai 1846), une Legión de Extranjeros combattit à la bataille de Palo Alto et à celle de la Resaca de la Palma. Ses membres rejoindront le Batallón. Concomitamment à cette « Légion d'étrangers », des déserteurs sur le Rio Grande menés par  John Riley (en) formaient une compagnie de 48 Irlandais qui tint l'artillerie mexicaine au siège de Fort Texas.

### Les «couleurs»
L'unité était constituée de formations d'artillerie et d'infanterie. L'étendard de l'unité (plusieurs furent peut-être utilisés conjointement), dont il n'existe plus que des descriptions, semble avoir représenté sur fond vert la « Harpe d'Erin » avec la devise en gaélique Erin go Bragh,,. Une des unités les plus fameuses et efficientes de l'Armée mexicaine proclama ainsi, outre son attachement au Mexique et à la foi catholique, « Irlande pour toujours ».
L'habit-veste était de teinte bleu turquoise avec des revers jaunes et des parements cramoisis. Le pantalon était bleu ciel à passepoil rouge.
Les soldats étaient surnommés Los Colorados, « les rougeauds », par les Mexicains en raison de leur teint brûlé par le soleil et des nombreuses chevelures rousses.

### Bataille de Monterrey

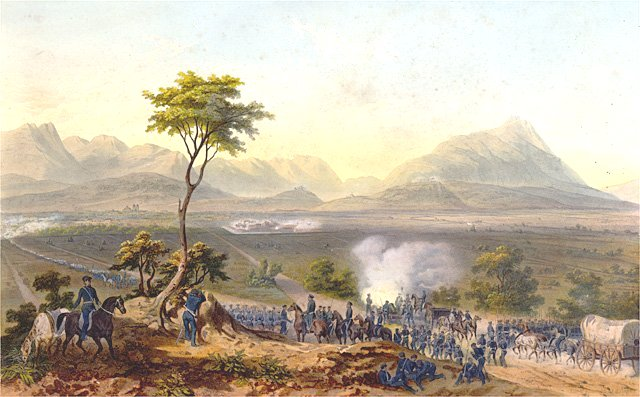
Marche des troupes US sur Monterrey.

Les San Patricios combattent pour la première fois en tant qu'unité de l'armée mexicaine lors de la bataille de Monterrey (21 septembre 1846), où ils forment une batterie d'artillerie commandée par John Riley. Parfois orthographié Reily, Reilly, et O'Reilly, ce natif d'Irlande, vétéran de l'armée britannique, a rejoint l'armée américaine dans le Michigan en septembre 1845 et déserté à Matamoros en avril 1846. Sous les ordres de Riley, les San Patricios se distinguent. On  les crédite même d'avoir brisé deux assauts sur le centre de Monterrey. Leurs talents, cependant, n'empêchent pas la défaite des forces mexicaines.
Après la bataille de Monterrey, le nombre des San Patricios s'accroît, certains  estimant leurs forces à environ 800 hommes. Malgré leurs talents d'artilleurs dans nombre d'engagements, les San Patricios reçoivent l'ordre, d'Antonio López de Santa Anna lui-même, de former un bataillon d'infanterie vers le milieu de 1847.

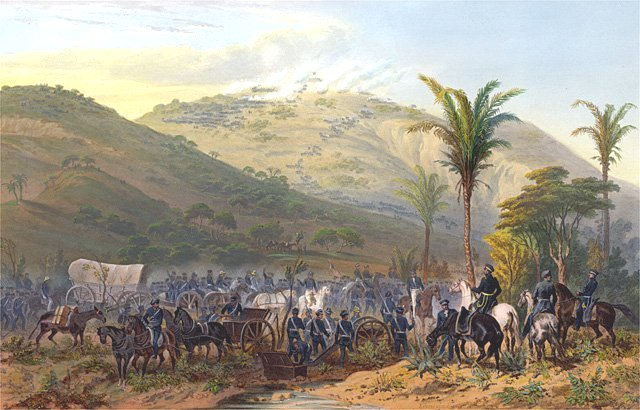
Bataille de Cerro Gordo.

### Bataille de Cerro Gordo
Comme unité d'infanterie, les San Patricios continuent à se distinguer. Sachant que s'ils sont capturés ils encourent la peine de mort, les San Patricios, lors de la bataille de Cerro Gordo, menacent les troupes mexicaines d'un tir ami si jamais elles s'enfuient. Alors que les San Patricios sont trop lourdement engagés pour mettre leurs menaces à exécution, les troupes mexicaines rompent le combat et s'enfuient, laissant les San Patricios se battre au corps à corps avec les troupes américaines.

### Bataille de Churubusco

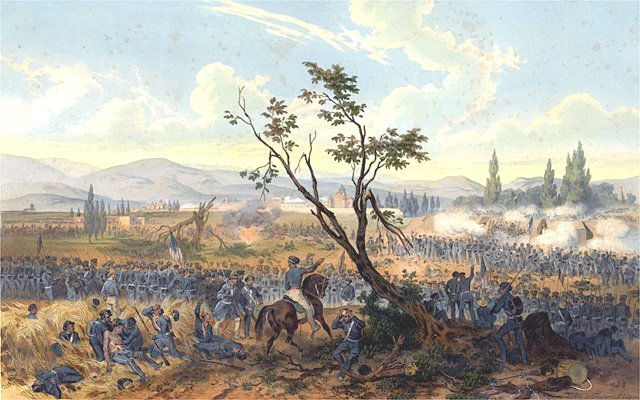
Bataille de Churubusco.

À la bataille de Churubusco (20 août 1847) ils sont pratiquement annihilés, la plupart d'entre eux tués ou faits prisonniers (y compris John Riley). Les Américains sont sous le commandement du colonel William Hoffman. Leur unité sera brièvement reformée juste avant la bataille de Mexico quelque deux semaines plus tard, mais avec un effectif des plus réduits et sera officiellement retirée du service de l'armée mexicaine en 1850.

### Bataille de Chapultepec
Les San Patricios capturés par l'armée américaine sont sévèrement punis ; ils furent responsables des combats les plus acharnés (et des plus lourdes pertes) auxquels les troupes américaines aient eu à faire face. Ceux qui ne faisaient plus partie des troupes américaines avant la déclaration de guerre officielle (comme Riley) seront marqués au fer rouge de la lettre "D" comme déserteurs et condamnés aux travaux forcés. Ceux qui sont entrés au service de l'armée mexicaine après la déclaration seront pendus en masse pour trahison, à la vue des deux armées lors de la bataille de Chapultepec (12 septembre 1847). Sur ordre du général Winfield Scott, 30 San Patricios sont exécutés au moment précis où la bannière étoilée remplace l'étendard mexicain sur le sommet de la citadelle. Au total, une cinquantaine de San Patricios furent exécutés par l'armée américaine, ce qui constitue la plus grande exécution de masse collective commise par celle-ci.

## Postérité

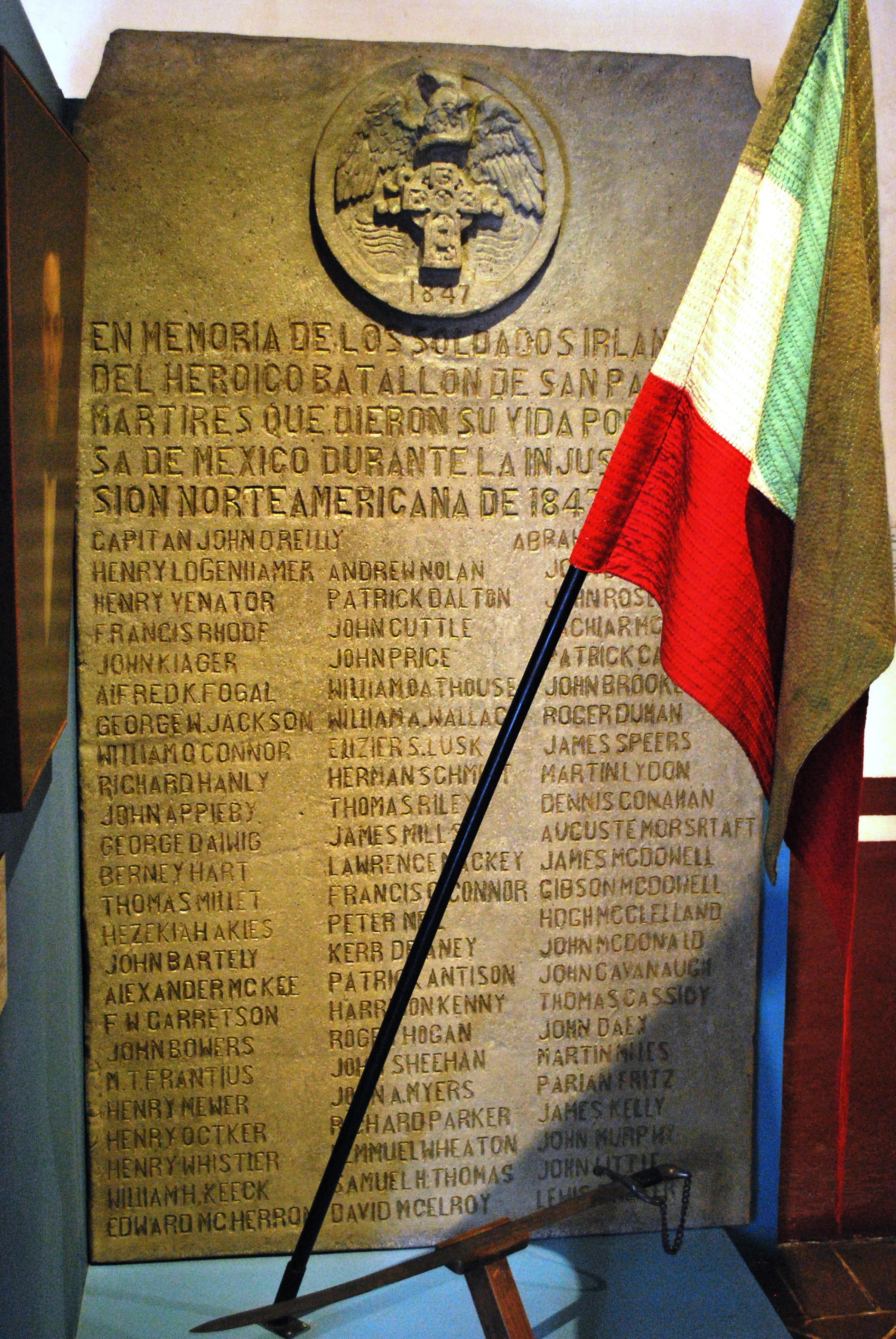
La plaque commémorative de l'ancien monastère de Churubusco.

Une poignée de ceux qui survécurent obtinrent les terres promises par le gouvernement mexicain.
Aujourd'hui encore, les San Patricios sont honorés au Mexique. Outre les commémorations, plusieurs écoles ou églises rappellent leur nom, tout comme un pipe band.
Pour saluer le soutien de ces américano-irlandais à l'armée mexicaine, la rue du couvent Santa María de Churubusco fut nommée Mártires Irlandeses (Martyrs irlandais). Le couvent est devenu le Museo Nacional de las Intervenciones. Le Batallón de San Patricio est aussi commémoré lors de deux journées au Mexique : la première le 12 septembre, anniversaire des premières exécutions et l'autre, le jour de la Saint-Patrick.

### Cinéma
- One Man's Hero est un film tourné en 1999 avec Tom Berenger et dirigé par Lance Hool qui retrace l'histoire du bataillon Saint Patrick.

### Musique
Plusieurs chansons de divers artistes actuels évoquent le bataillon et sa figure majeure,  John Riley (en). Le groupe The Chieftains avec Ry Cooder leur a consacré en 2010 l'album San Patricio (en), essentiellement en espagnol.

## Ouvrages
- (en) Robert Ryal Miller, Shamrock and sword : the Saint Patrick's Battalion in the U.S.-Mexican War, Norman, University of Oklahoma Press, 1989, 232 p. (ISBN 978-0-806-12204-5 et 978-0-806-12964-8, OCLC 19128979).
- (en) Michael Hogan, The Irish soldiers of Mexico, Guadalajara, Mexico, Fondo Editorial Universitario, 1997, 268 p. (ISBN 978-9-687-84600-2)
- (en) Jaime Fogarty, The St. Patricio Battalion; The Irish Soldiers of Mexico, Voices of Mexico magazine, april-june, 2000 (lire en ligne [PDF]), p. 57
- James Carlos Blake, Crépuscule sanglant, Rivage Noir, 2002.
- Patrick Mahé, Les oies sauvages meurent à Mexico, Fayard, 2012[18].
- (en) Ulysses S. Grant, Personal memoirs of Ulysses S. Grant, Volume I, Scituate, Massachusetts, Digital Scanning Inc., 1998 (1re éd. 1885) (lire en ligne)